# Julie Bergen
Julie Bergen es una cantante alemana que canta en francés.

## Biografía
En 1969, grabó y lanzó su EP primer con Magellan (discos distribuidos por Barclay), con The way to your heart, Colors of our love, Funny boy y The kite . En 1969, Julie lanzó el sencillo L'oiseau sur la branche, que sería su mayor éxito. En 1970, participó en los clasificatorios franceses para el Festival de Eurovisión con Menningen y realizó una gira por Francia con Antoine.
En 1971 realizó una gira Europa y Canadá y lanzó el álbum Julie Bergen, que contiene canciones como Chante avec d'amour, "L'oiseau rare, Ring and Bang y El mismo otoño. En 1995, dio conciertos en Nueva Zelanda.
Reside en Fráncfort del Meno (Alemania).